# Allée Rosemonde-Gérard

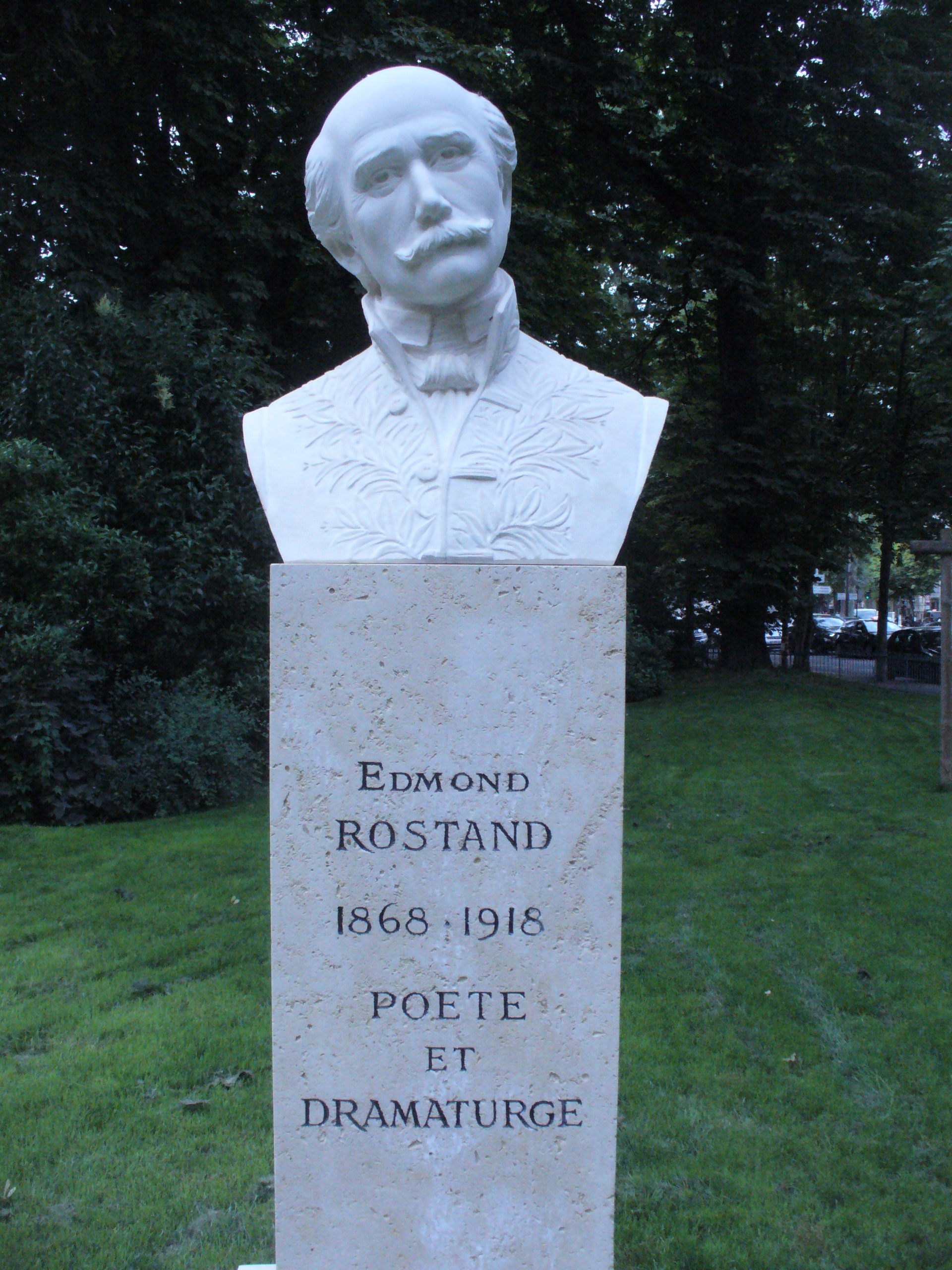
Buste d'Edmond Rostand, installé depuis 2023 sur les pelouses de la place du Général-Catroux.

L'allée Rosemonde-Gérard est une voie du 17e arrondissement de Paris, en France.

## Situation et accès
Elle débute au rue de Thann et se termine au centre de la place du Général-Catroux. Elle se situe au milieu des parterres sud de cette place, face à l'hôtel Gaillard.
Ce site est desservi par la ligne 3 à la station de métro Malesherbes.

## Origine du nom
Elle porte le nom de la poétesse et comédienne Rosemonde Gérard (1866-1953), épouse d'Edmond Rostand, dont un buste occupe les parterres des jardins de la place depuis 2023.

## Historique
Par un vote du Conseil de Paris de février 2025, l'allée située entre la rue de Thann et le centre de la place du Général Catroux prend le nom d'« allée Rosemonde Gérard ».